# Cathédrale du Sacré-Cœur-de-Jésus de Haikou
La cathédrale du Sacré-Cœur-de-Jésus de Haikou ( Mandarin : 耶稣圣心主教座堂 Yēsū shèng xīn zhǔjiào zuò táng) est un édifice religieux et le siège de la Préfecture apostolique de Hainan à Haikou .

## Caractéristiques
Le poste d'administrateur de l'édifice est présentement vacant. La superficie du bâtiment est de 2470 mètres carrés et couvre 5 acres. La construction a coûté 7 millions de yuans.

## Histoire
Une première église fut construite en 1984 mais fut convertie en une autre vocation. On planifia donc la construction d'un nouveau bâtiment dont la construction débuta le 6 mai 2010 et termina le 17 mai 2012, jour de son inauguration et de sa consécration en plus de l'arrivée d'un nouveau prêtre pour la préfecture apostolique.